# エンチクロペディー
エンチクロペディー（独: Enzyklopädie der philosophischen Wissenschaften im Grundrisse、哲学体系の百科事典・要綱）は、ドイツの哲学者ヘーゲル（1770年 - 1831年）の主著。「エンチクロペディー」とはドイツ語で「百科事典」を意味する言葉である。
ヘーゲルがハイデルベルク大学教授時代に、講義に使うために刊行したものである。論理学（小論理学）、自然哲学、精神哲学の3部からなり、あらゆる哲学・知を体系化しようとする壮大な著書である（初版1817年）。その後、本人によって改訂が行われ、さらに逝去後に刊行されたヘーゲル全集版（1839年）では、ヘーゲルの講義筆記（弟子たちが記録したもの）をもとに大幅に増補されている。

## 哲学体系

### 論理学
先に刊行された『論理学』（大論理学、1812 - 1816年）に対して一般に『小論理学』という。ヘーゲルによれば存在 - 本質 - 概念というのは人間の認識が深まってゆく過程であるとともに、絶対者（神）の属性でもある。例えば「神は存在する」というのはごく当然の規定でそれだけで終わっていては浅い段階に留まり、本質 - 概念、と進んで「神は絶対的理念である」というのが最も深い考察である。
予備概念
客観性に対する思想の第一の態度 形而上学
客観性に対する思想の第二の態度 経験論 批判哲学
客観性に対する思想の第三の態度 直接知
論理学の詳細な把握と区分

#### 存在論
- 質
  - 存在
  - 定在
  - 向自存在
- 量
  - 純粋量
  - 定量
  - 度
- 限度

#### 本質論
- 現存の根拠としての本質
  - 純粋な反照諸規定
    - 同一性
    - 区別
    - 根拠
- 現象
  - 現象の世界
  - 内容と形式
  - 関係
- 現実性
  - 実体性の関係
  - 因果性の関係
  - 交互作用

#### 概念論
- 主観的概念
  - 概念としての概念
  - 判断
    - 質的判断
    - 反照の判断
    - 必然性の判断
    - 概念の判断

  - 推論
    - 質的な推論
    - 反照の推論
    - 必然性の推論
- 客観
  - 機械論
  - 化学論
  - 目的論
- 理念
  - 生命
  - 認識
    - 認識
    - 意欲

  - 絶対理念

### 自然哲学
自然を考察する諸々の仕方
自然の概念
分類

#### 力学
- 空間と時間
  - 空間
  - 時間
  - 場所と運動
- 物質と運動
  - 慣性的物質
  - 衝撃
  - 落下
- 絶対的な力学

#### 物理学
- 普遍的な個体性の物理学
  - 自由な物理的な天体
    - 光
    - 対立の天体
    - 個体性の物体

  - 元素
    - 空気
    - 対立の元素
    - 個体的な元素

  - 元素の過程
- 特殊な個体性の物理学
  - 比重
  - 凝集力
  - 音
  - 熱
- 統体的な個体性の物理学
  - 形態
  - 個体的な物体の特殊化
    - 光にたいする関係
    - 特殊な物体性における区別
    - 特殊な個体性における統一性、電気

  - 化学的な過程
    - 合一
      - ガルヴァーニ電気
      - 火の過程
      - 中性化、水の過程
      - その統体性における過程

    - 分離

#### 有機体学
- 地質学的自然
- 植物的自然
- 動物的有機体
  - 形態
  - 同化
  - 類の過程
    - 類と種
    - 性関係
    - 個体の病気
    - 個体の死

### 精神哲学
ヘーゲルによれば「精神」は単に人間の主観ではなく、世界史の過程を通して絶対的精神が自己展開してゆくことになる。
精神の概念
分類

#### 主観的精神
- 人間学 心
  - 自然な心
    - 自然的性質
    - 自然的変化
    - 感覚

  - 感ずる心
    - 情感する心の直接態
    - 自己感情
    - 習慣

  - 現実的な心
- 精神の現象学 意識
  - そのままの意識
    - 感性的意識
    - 知覚
    - 悟性

  - 自己意識
    - 欲望
    - 承認する自己意識
    - 普遍的自己意識

  - 理性
- 心理学 精神
  - 理論的精神
    - 直観
    - 表象
      - 想起
      - 構想力
      - 記憶

    - 思惟

  - 実践的精神
    - 実践的感情
    - 衝動と恣意
    - 幸福

  - 自由な精神

#### 客観的精神
- 法
  - 所有
  - 契約
  - 不法に対する法
- 道徳
  - 計画
  - 意図と福祉
  - 善と悪
- 人倫
  - 家族
  - 市民社会
    - 欲求の体系
    - 司法
    - 警察と組合

  - 国家
    - 国内法
    - 対外法
    - 世界史

#### 絶対的精神
- 芸術
- 宗教
- 哲学

客観的精神の部分をさらに考察したものがのちに『法哲学』になる。最後の「哲学」に至って、端緒の論理学と円環を結んだ体系が完成する。
一見してわかるようにヘーゲルは『3』（三一性 Dreiheit）という数に非常にこだわって哲学体系を築き上げた（主観的 - 客観的 - 絶対的など）。こうした考えは、キリスト教の三位一体説が基になっている。ヘーゲルの弁証法の考え方は、その代表例であるが、フィヒテの弁証法にも認められるし、カントが示した12項目のカテゴリー表（分量・性質・関係・様相の各グループ）にも認められる。
ヘーゲルは、この書を含めこの世界のあらゆるものを自身の哲学体系に取り込もうとし、この世のあらゆる現象を扱う諸学問も、この体系から導出すべきだとし、ヘーゲル自身もこの体系は完成していると見なしていた。しかし、その意図は壮大であるが、それほど割り切って世界が説明できるのか、という素朴な疑問が浮かんでくるのも事実であろう。

## 日本語訳
- 『ヘーゲル論理学 エンチクロペディ緒論及び第1部』速水敬二訳 鉄塔書院 1929
- 『ヘーゲル哲学体系 第1論理学(上/下) 第2部自然哲学(上)』速水敬二訳 筑摩書房 1949
  - 論理学は鉄塔書院版の再刻、自然哲学は全体の３分の１程まで訳。底本はグロックナー版、自然哲学の巻頭には編者ミハレットの序も訳してある。
- 『論理学・形而上学 ヘーゲル哲学体系初期草稿』訳者代表：田辺振太郎 未來社 1971
  - イエナー期の論稿の訳
- 『自然哲学』本多修郎訳 未來社（上下） 1973-1984
  - イエナー期の論稿の訳
- 『エンチュクロペディー―哲学諸学綱要』樫山欽四郎、塩屋竹男、川原栄峰訳 河出書房新社 1963
  - ニコリン・ペッグラ版の訳の為、補遺は含まれていない
- 『ヘーゲル全集 1 改訳 小論理学 哲学体系1』真下信一、宮本十蔵訳 岩波書店 1996
  - ズールカンプ版の訳
- 『ヘーゲル全集 2a・b 自然哲学 哲学体系2』加藤尚武訳 岩波書店 1998-1999（2分冊）
  - ズールカンプ版の訳。
- 『ヘーゲル全集 3 改訳 精神哲学 哲学体系3』船山信一訳 岩波書店 1996
  - グロックナー版の訳だがブーマンの序は訳されて居ない。元岩波文庫に上下２冊で入って居たものをうつしたもの。
- 『哲学の集大成・要綱』 長谷川宏訳 作品社（全3巻） 2002-2006
  - 訳題は「論理学」、「自然哲学」、「精神哲学」、底本はグロックナー版。
- 『ヘーゲル全集 第10巻 『論理学』』知泉書館（全3冊、久保陽一責任編集）2020-
  - 所謂「大論理学」初版の訳